# Sapromyza nigroapicata
Sapromyza nigroapicata är en tvåvingeart som beskrevs av Malloch 1926. Sapromyza nigroapicata ingår i släktet Sapromyza och familjen lövflugor.
Artens utbredningsområde är Panama. Inga underarter finns listade i Catalogue of Life.